# IPad Air
Das iPad Air ist ein Tabletcomputer der iPad-Reihe des US-amerikanischen Unternehmens Apple. Es wurde am 22. Oktober 2013 von Phil Schiller vorgestellt, ab 1. November 2013 war es erhältlich. Das iPad Air mit LTE-Fähigkeiten im chinesischen Mobilfunknetz wurde am 1. April 2014 eingeführt. Auf dem iPad Air läuft das mobile Betriebssystem Apple iOS. Apple stellte den Verkauf im März 2016 ein.
Der Nachfolger iPad Air 2 wurde am 16. Oktober 2014 vorgestellt.
Seit 2019 veröffentlichte Apple neue Generationen mit dem Namen iPad Air. Diese sind nicht das Hauptmodell neben dem Mini. Stattdessen verkaufte Apple inzwischen neben dem iPad mini drei Preisstufen des iPad, von denen die Modelle mit dem Namen iPad Air die mittlere darstellen. Sie sind somit unter dem iPad Pro und über dem iPad ohne Namenszusatz angesiedelt.

## Beschreibung
Das iPad Air hat eine Rückseite aus eloxiertem Aluminium, die in den Farben Silver und Space Gray angeboten wird. Die Frontseite des Geräts hat eine am Rand eingefärbte Glasscheibe; bei Space Gray ist sie schwarz, bei Silver ist sie weiß. Am mittigen unteren Rand ist eine Home-Taste angebracht, an der rechten Gehäuseseite befindet sich neben den Lautstärkewippen auch ein Orientierungssperrschalter. Unterhalb des An-Ausschalters auf der Gehäuseoberseite verfügt das iPad Air über eine Kamera, auf der Frontseite ist mittig am oberen Bildschirmrand eine weitere Kamera verbaut. Die Auflösung der Kameras beträgt 5,0 und 1,2 Megapixel. Weiterhin gibt es auf der Oberseite ein Stereomikrofon und einen 3,5-mm-Klinkenanschluss. Auf der Unterseite ist ein Stereolautsprecher neben dem Lightninganschluss verbaut. Bedient wird das iPad Air primär über Berührungen des Touchbildschirms.

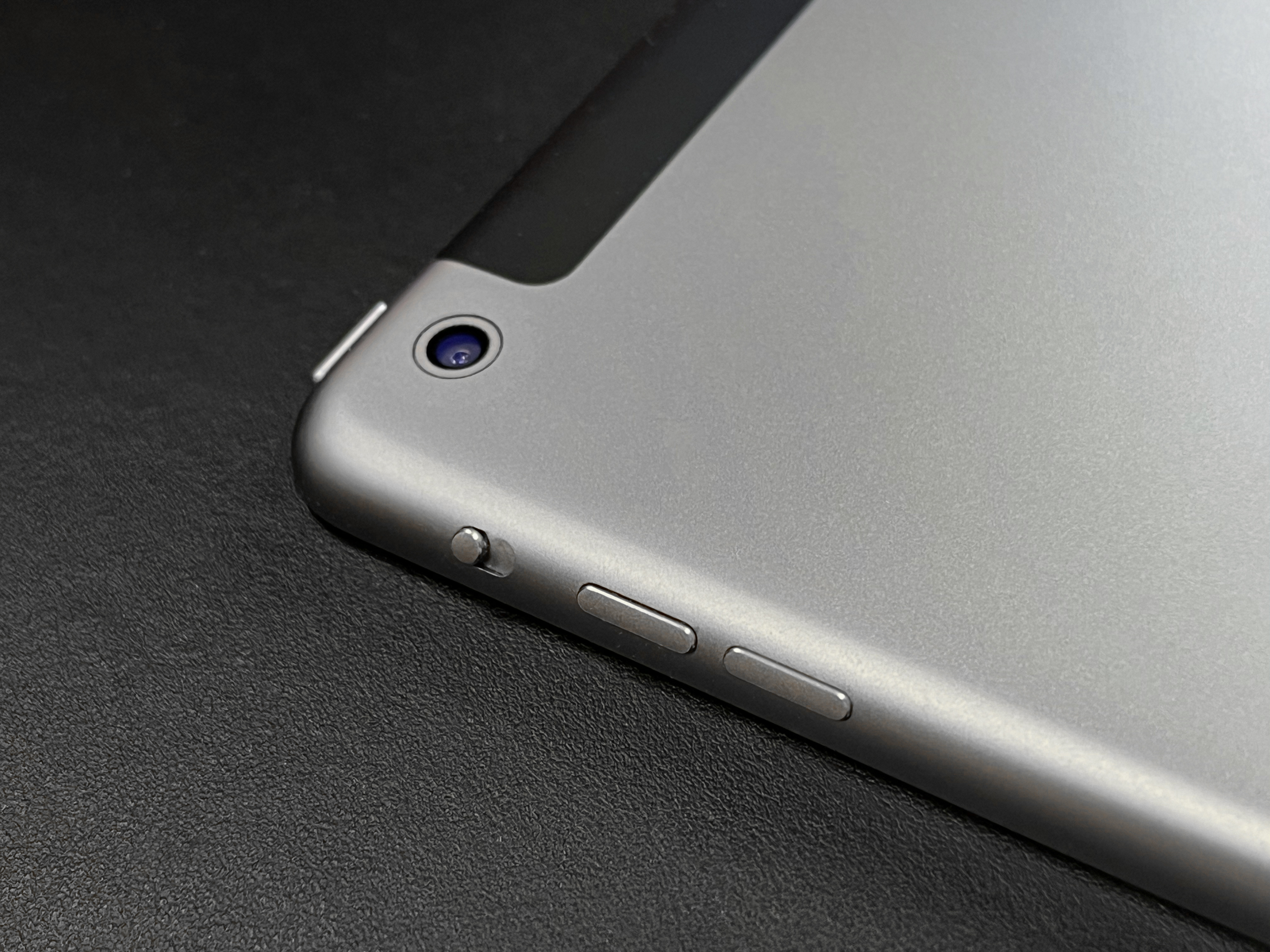
Lautstärketasten mit Orientierungssperrschalter
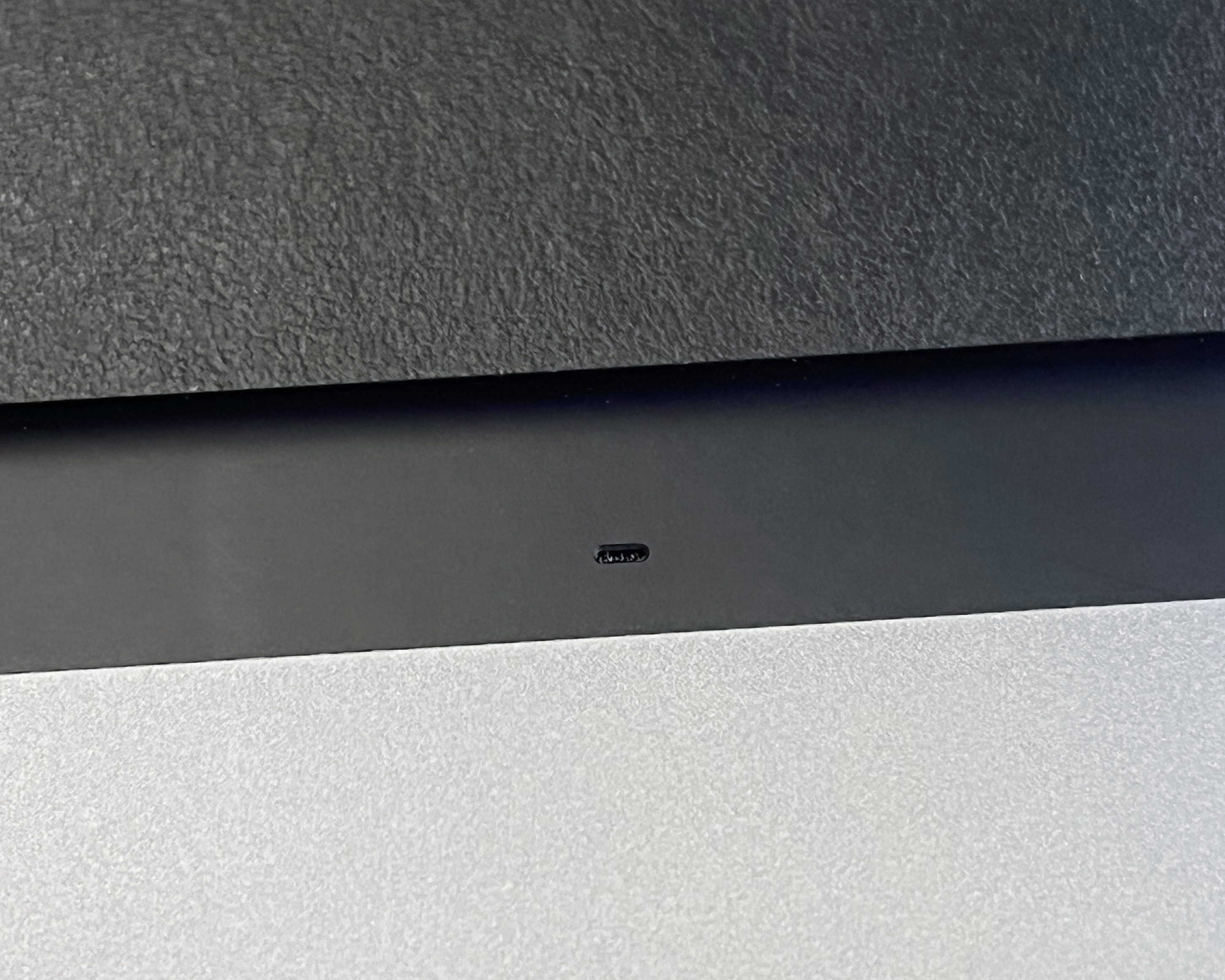
Zweikanalmikrofone des iPad Air

Apple bot das iPad Air zunächst in den Speichergrößen 16, 32, 64 und 128 GB mit und ohne Mobilfunkmodem für den nordamerikanischen Markt an. Ein Gerät, das die chinesischen TD-LTE-Bänder unterstützt, erschien am 1. April 2014. Zugunsten des iPad Air 2 wurden die Speichergrößen 64 und 128 GB aus dem Programm genommen. Die amerikanischen Geräte verwenden SIM-Karten des Formats nano-SIM mit dem Formfaktor 4FF (12,3 mm × 8,8 mm × 0,67 mm). Apple gibt bis zu 10 Stunden Akkulaufzeit beim Surfen im Internet über WLAN und bis zu 9 Stunden bei der Nutzung eines 3G-Datennetzes an. Der Akku des iPad Air ist ein 32,9-Wh-Lithiumpolymerakkumulator. Zusätzlich zum Mobilfunkmodem verbaute Apple ein A-GPS-Modul. Den digitalen Kompass besitzen auch die Geräte ohne Modem.
Als SoC setzt Apple den A7-Chip ein, der sich von dem im iPhone 5s unterscheidet. Er besitzt 1 GB Arbeitsspeicher, einen Apple-Cyclone-Prozessor und einen PowerVR-G6430-Grafikprozessor mit vier Kernen.